# پست فالز (آیداهو)
پست فالز (به انگلیسی: Post Falls) شهری در شهرستان کوتنای ایالت آیداهو است که جمعیت آن در سرشماری سال ۲۰۱۰ میلادی ۲۷٬۵۷۴ نفر بوده است.